# Kramat Jati
Kramat Jati è un sottodistretto (in indonesiano: kecamatan) di Giacarta Orientale, che a sua volta è una suddivisione di Giacarta, la capitale dell'Indonesia.

## Suddivisioni
Il sottodistretto è suddiviso in sette villaggi amministrativi (in indonesiano: kelurahan):
- Kramat Jati
- Batuampar
- Balekambang
- Kampung Tengah
- Dukuh
- Cawang
- Cililitan